# MW ～Dear Mr. & Ms. 流浪漢～/夏Dive
「MW ～Dear Mr. & Ms. 流浪漢～ / 夏Dive」（日语：MW ～Dear Mr. & Ms. ピカレスク～ / 夏Dive）是flumpool主流出道的第w張單曲。

## 解説
2009年7月1日發售。與前作「向星星許願」相隨約4個月發售的作品，是自身首張兩A面單曲。還有，「MW 〜Dear Mr. & Ms. 流浪漢〜」是flumpool初次成為電影主題歌。

## 收錄曲
1. MW ～Dear Mr. & Ms. 流浪漢～
作詞：山村隆太、作曲：阪井一生、編曲：玉井健二・百田留衣
  - GAGA配給映画『MW -ムウ-』主題歌
  - 日本電視台系劇集『MW -ムウ- 第0章 〜悪魔のゲーム〜』（2009年6月30日播放）主題歌

2009年的「flumpool tour 2009『Unreal』」先行披露樂曲。
2. 夏Dive
作詞：山村隆太、作曲：阪井一生、編曲：玉井健二・百田留衣
3. サイレン
作詞：山村隆太、作曲：阪井一生、編曲：古川貴浩
4. MW ～Dear Mr. & Ms. 流浪漢～ (instrumental)
5. 夏Dive (instrumental)

## 電視出演
- MUSIC JAPAN（NHK綜合電視、2009年6月28日）
- 最新ヒット ウエンズデーJ-POP（NHK衛星第2頻道、2009年7月1日）
- MUSIC STATION（朝日電視台、2009年7月3日）
- 我們的音樂 Our Music（富士電視台、2009年7月3日）
- CDTV（TBS、2009年7月4日）

## 相關項目
- 2009年音樂
- MW (漫畫)